# Chantal van den Broek-Blaak
Chantal van den Broek-Blaak, född 22 oktober 1989, är en nederländsk professionell tävlingscyklist. Hon tävlar för Boels–Dolmans. Hon vann linjeloppet under Världsmästerskapen i landsvägscykling 2017 i Bergen, Norge.

## Personligt
Före sitt giftermål med Lars van den Broek 2019 var hennes efternamn Blaak.

## Karriär

### Juniorkarriär
Blaak blev nederländsk juniornationsmästare i tempolopp 2006 och 2007. Hon vann också det Europeiska U23-mästerskapen 2009, och samma år slutade hon trea på Ronde van Drenthe, ett lopp som ingick i UCI Women's Road World Cup.

### Professionell karriär

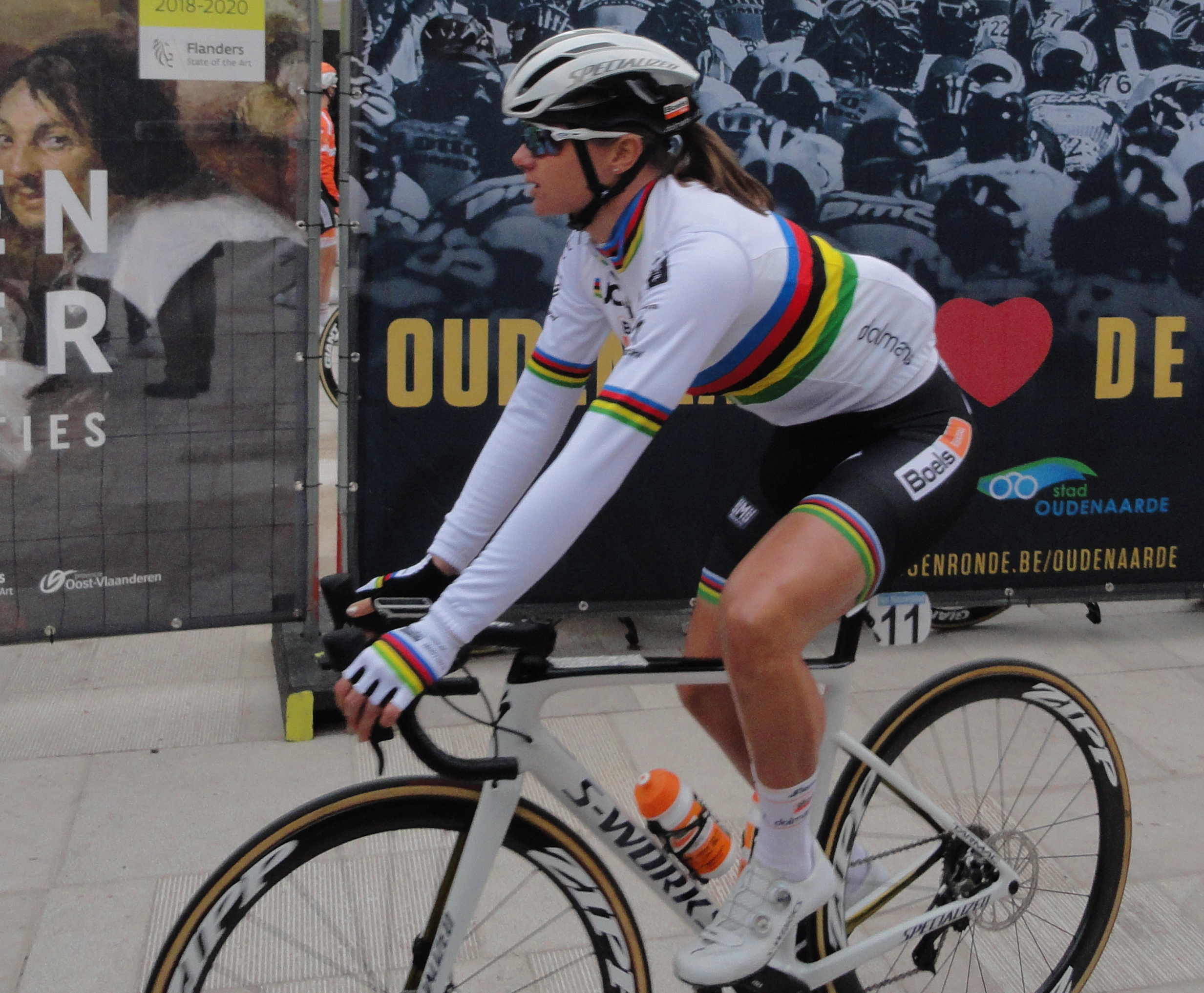
Blaak i regnbågströjan, som den regerande världsmästaren får bära, under Flandern Runt 2018.

Blaak startade sin professionella karriär med det nederländska stallet AA-Drink Cycling Team 2008, och cyklade för dem tills stallet lade ned i slutet av 2012. Året därpå körde hon för Team TIBCO-To The Top.
Under 2014, körde hon för Specialized–lululemon. Under året vann hon Open de Suède Vårgårda. 
Inför säsongen 2015 skrev hon på ett kontrakt med Boels–Dolmans. Under säsongen vann hon Le Samyn des Dames. 
Under säsongen 2016 vann hon Le Samyn des Dames, Ronde van Drenthe, Gent–Wevelgem och Holland Ladies Tour.
Blaak blev både nederländsk nationsmästare och världsmästare under säsongen 2017. 
Under säsongen 2018 vann hon Amstel Gold Race.